# Gregory Henderson
Gregory Robert Henderson (conocido como Greg Henderson; Dunedin, 10 de septiembre de 1976) es un deportista neozelandés que compitió en ciclismo en las modalidades de pista, especialista en las pruebas de madison y scratch, y ruta. Su esposa Katie Mactier también compitió en ciclismo.
Ganó tres medallas en el Campeonato Mundial de Ciclismo en Pista entre los años 2003 y 2005.
En carretera su mayor éxito es la victoria en la tercera etapa de la Vuelta a España 2009 (disputada en un trayecto de 190 km en tierras neerlandesas).
Participó en cinco Juegos Olímpicos de Verano, entre los años 1996 y 2012, en Atlanta 1996 obtuvo el octavo lugar en persecución por equipos, en Sídney 2000 el sexto lugar en la misma prueba, en Atenas 2004 el cuarto lugar en puntuación y el séptimo lugar en madison, y en Pekín 2008 el décimo lugar en puntuación y el décimo lugar  en madison.

## Medallero internacional
| Campeonato Mundial | Campeonato Mundial           | Campeonato Mundial | Campeonato Mundial |
| Año                | Lugar                        | Medalla            | Competición        |
| ------------------ | ---------------------------- | ------------------ | ------------------ |
| 2003               | Stuttgart (Alemania)         | Medalla de plata   | Madison            |
| 2004               | Melbourne (Australia)        | Medalla de oro     | Scratch            |
| 2005               | Los Ángeles (Estados Unidos) | Medalla de plata   | Scratch            |

## Palmarés
| 1996 (como amateur) - Campeonato de Nueva Zelanda Contrarreloj 1999 (como amateur) - 2 etapas del Tour de Wellington 2000 (como amateur) - 2.º en el Campeonato de Nueva Zelanda en Ruta - 2.º en el Campeonato de Nueva Zelanda Contrarreloj - 1 etapa del Tour de Wellington 2003 - 1 etapa del Tour de Southland 2004 - 3 etapas del Tour de Southland - 1 etapa del International Cycling Classic 2005 - Lancaster Classic - 1 etapa del International Cycling Classic - 4 etapas del Tour de Southland 2006 - 1 etapa del Tour de Southland - Reading Classic - Commerce Bank International Championship - 1 etapa del Tour de Wellington - 1 etapa del Nature Valley Grand Prix | 2008 - 2 etapas del Tour de Georgia 2009 - Clásica de Almería - 1 etapa de la Vuelta a Murcia - 1 etapa de la Volta a Cataluña - 1 etapa de la Vuelta a España 2010 - 1 etapa de la París-Niza - 1 etapa de la Ster Elektrotoer - 1 etapa del Eneco Tour - 1 etapa de la Vuelta a Gran Bretaña 2011 - 2.º en el Campeonato de Nueva Zelanda en Ruta - 3.º en el Campeonato de Nueva Zelanda Contrarreloj - 1 etapa de la París-Niza - 1 etapa del Tour de California 2014 - 1 etapa del Ster ZLM Toer |

## Resultados en Grandes Vueltas y Campeonatos del Mundo
| Carrera         | Carrera         | 2005 | 2006 | 2007 | 2008 | 2009  | 2010 | 2011  | 2012  | 2013  | 2014  | 2015 | 2016  | 2017 |
| --------------- | --------------- | ---- | ---- | ---- | ---- | ----- | ---- | ----- | ----- | ----- | ----- | ---- | ----- | ---- |
|                 | Giro de Italia  | —    | —    | Ab.  | —    | —     | 88.º | —     | —     | —     | —     | Ab.  | —     | —    |
|                 | Tour de Francia | —    | —    | —    | —    | —     | —    | —     | 124.º | 162.º | Ab.   | Ab.  | 155.º | —    |
|                 | Vuelta a España | —    | —    | —    | —    | 123.º | —    | —     | —     | Ab.   | 133.º | —    | —     | —    |
| Mundial en Ruta | Mundial en Ruta | Ab.  | —    | —    | —    | —     | Ab.  | 118.º | —     | —     | Ab.   | 58.º | —     | —    |

—: no participa

Ab.: abandono

## Equipos
- 7 UP-Maxxis (2002-2003)
- Health Net presented by Maxxis (2004-2006)
- T-Mobile (2007)
- Team Columbia (2008-2009)
  - Team Columbia (2008)
  - Team Columbia-HTC (2009)
- Sky Professional Cycling Team (2010-2011)
- Lotto (2012-2016)
  - Lotto Belisol Team (2012)
  - Lotto Belisol (2013-2014)
  - Lotto Soudal (2015-2016)
- UnitedHealthcare Professional Cycling Team (2017)